# Peter H. Odegard
Peter H. Odegard (* 1901 in Montana; † 1966) war ein US-amerikanischer Politikwissenschaftler, der als Professor an der University of California, Berkeley lehrte. 1950/51 amtierte er als Präsident der American Political Science Association (APSA).
Odegard, Sohn norwegischer Einwanderer, studierte an der University of Washington und der Columbia University, wo er zum Ph.D. promoviert wurde. Einer seiner akademischen Lehrer war John Dewey. Nach Dozententätigkeiten an der Columbia University, an der Ohio State University, an der Stanford University und am Amherst College war er von 1945 bis 1948 Präsident des Reed College. 1948 wechselte er an die University of California nach Berkeley, wo er bis zu seinem Tode Dekan des Political Science Department war. Ihm zu Ehren wird dort der Peter H. Odegard Memorial Award vergeben.

## Schriften (Auswahl)
- Political power & social change. Rutgers University Press, New Brunswick 1966.
- Pressure politics. The story of the Anti-Saloon League. Octagon Books, New York 1966.
- American Government. Readings and documents. Peterson, Evanston 1962.
- The American public moind. Columbia University Press, New York 1930.